# 가짜주머니하늘다람쥐
가짜주머니하늘다람쥐(Distoechurus pennatus)는 깃털꼬리주머니쥐과에 속하는 유대류의 일종이다. 서뉴기니와 인도네시아 그리고 파푸아뉴기니에서 발견된다. 가짜주머니하늘다람쥐속(Distoechurus)의 유일종이다.